# Federico Bonadonna
Federico Bonadonna (Ivrea, 24 luglio 1966) è uno scrittore e antropologo italiano.

## Biografia
Ha lavorato per vent’anni nel settore delle politiche sociali. Dal 2008 al 2018 ha vissuto e lavorato all’estero come antropologo. Dopo il Libano è stato in Siria, Etiopia e Senegal. Tra i suoi romanzi ricordiamo Il nome del barbone (DeriveApprodi, 2001), da cui Citto Maselli ha tratto il film Civico Zero nel 2007, Occasioni mancate. Antropologia delle marginalità estreme e politiche sociali per gente degli interstizi (L'Orecchio di Van Gogh 2009), La cognizione del potere (Castelvecchi 2015) e Hostia. L'innocenza del male (Round Robin Editrice 2018).

## Opere
- Il nome del barbone, DeriveApprodi, 2001, ISBN 978-8887423709
- Occasioni mancate. Antropologia delle marginalità estreme e politiche sociali per gente degli interstizi, L'Orecchio di Van Gogh, 2009, ISBN 978-8887487732
- La cognizione del potere, Castelvecchi, 2015, ISBN 9788869441271
- Hostia. L'innocenza del male, Round Robin Editrice, 2018, ISBN 978-8894953046
- 1973. Rock'n'roll, nazisti e Monty Python (con Pierluca Pucci Poppi), Round Robin Editrice, 2021, ISBN 978-88-94953-76-3
- Sulle corde del tempo. Una storia degli Inti Illimani (con Jorge Coulón), Edicola Ediciones, 2022, ISBN 978-88-99538-77-4